# Paesana
Paesana är en ort och kommun i provinsen Cuneo i regionen Piemonte i Italien. Kommunen hade 2 713 invånare (2018).